# Cyphelium chlorinum
Cyphelium chlorinum — вид грибів, що належить до монотипового роду  Cyphelium.